# Pont (système nerveux)
Le pont (en nomenclature anatomique correcte) ou pont de Varole (ou encore protubérance annulaire en ancienne nomenclature) est la partie centrale et renflée du tronc cérébral située entre le mésencéphale et le myélencéphale (comprenant la moelle allongée — ex bulbe rachidien — et la lame vasculaire). Au sein du système nerveux central, le pont joue un rôle important dans la motricité notamment par sa position de relais entre le cerveau et le cervelet mais contribue aussi à la sensibilité du visage et aux fonctions autonomes.

## Anatomie

Les fibres occipitopontines (sous-ensemble des fibres corticopontines, c'est-à-dire celles qui naissent du lobe occipital et qui se dirigent vers les noyaux pontins) participent notamment à intégration des informations visuelles qui influencent certaines fonctions motrices coordonnées par le cervelet

1. : Voile médullaire postérieur
2. : Plexus choroïdes
3. : Grande citerne du cervelet
4. : Canal central
5. : Colliculi
6. : Pédoncule cérébral
7. : Anterior medullary
8. : Limite épendymaire du ventricule
9. : Citerne pontique de la cavité sous-arachnoïdienne

Anatomiquement, le pont est la portion du métencéphale située en position caudale par rapport au mésencéphale, crânial par rapport à la moelle allongée et ventral par rapport au cervelet. Chez l'humain en position debout, cela le place donc au-dessus de la moelle allongée dont il est séparé par un sillon marqué sur la face antérieur du tronc : le sillon bulbo-pontique. La frontière supérieure du pont avec le mésencéphale est marquée par le sillon ponto-pédonculaire.
Chez l'adulte humain, le pont mesure entre 25 et 27 mm de haut et environ 30 mm de long. Il apparaît comme un renflement (d'où son nom de protubérance) de la face antérieure du tronc cérébral dont la face antérieure est creusée, en son centre, par une gouttière dite sillon basilaire où circule le tronc basilaire. La face postérieure du pont constitue le triangle supérieur du plancher du quatrième ventricule et est bosselée par les noyaux des nerfs crâniens. 
Contrairement au reste de la substance blanche du tronc cérébral, la protubérance annulaire est constituée en majorité de fibres nerveuses transverses qui la parcourent de gauche à droite ou de droite à gauche et non de haut en bas. Une proportion importante de cette substance blanche constitue les fibres ponto-cérébelleuses qui forment de part et d'autre les deux pédoncules cérébelleux moyens vers le cervelet. Les neurones d'où sont issues ces fibres, situés dans la partie ventrale du pont participent au faisceau cortico-pontin de la voie extra-pyramidale qui est impliqué dans la coordination et le contrôle moteurs.
Les fibres corticopontines regroupent l'ensemble des axones qui partent de la couche V du cortex cérébral pour se projeter vers les noyaux du pont (ou noyaux pontins). Selon l'origine corticale, elles peuvent être subdivisées en plusieurs catégories :
- fibres frontopontines (provenant du lobe frontal) ;
- fibres parietopontines (provenant du lobe pariétal) ;
- fibres temporopontines (provenant du lobe temporal) ;
- fibres occipitopontines (provenant du lobe occipital).

Entre les faces antérieure et latérale du pont, on peut aisément distinguer l'émergence de la paire de nerfs trijumeaux (nerf V) par deux racines dites pars major et pars minor. La première racine est constituée des fibres nerveuses de la somesthésie de la face ipsilatérale issues du noyau sensitif principal et donne naissance au lemnisque trigéminal vers le noyau ventro-postéro-médian du thalamus. La seconde racine est motrice et convoie la motricité des muscles masticateurs.

## Vascularisation
L'essentiel de l'irrigation vasculaire de la région pontique provient des artères pontines qui émergent du tronc basilaire mais aussi des artères cérébelleuses antéro-inférieure et supérieure. Parmi celles-ci les artères pontines perforantes ou radiculaires plongent à l'intérieur du pont en suivant les racines des nerfs, tandis que les artères médianes et accessoires irriguent la surface et la périphérie du pont.

## Traduction
« Pons » est la traduction anglaise, allemande et latine, ce qui explique la présence du mot Pons sur l'image.